# Байдуков, Георгий Филиппович

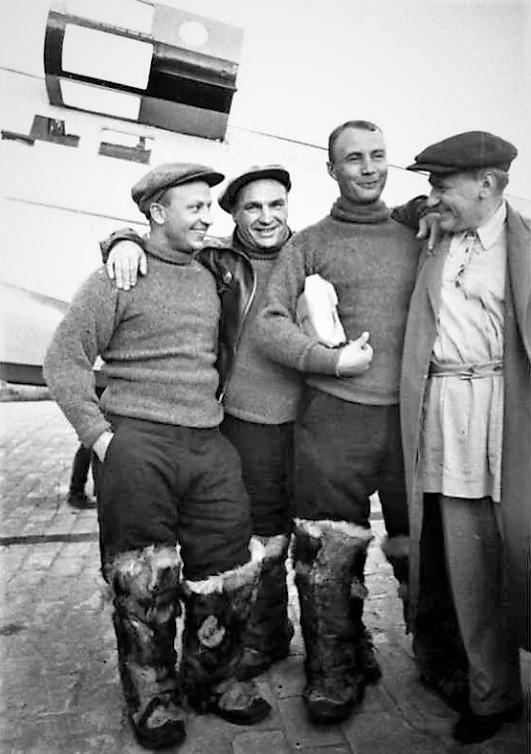
Андрей Туполев (справа) с экипажем самолёта АНТ-25 «Сталинский маршрут» Г. Ф. Байдуков, В. П. Чкалов, А. В. Беляков на аэродроме Щёлково. 1936. Фото М. Калашникова

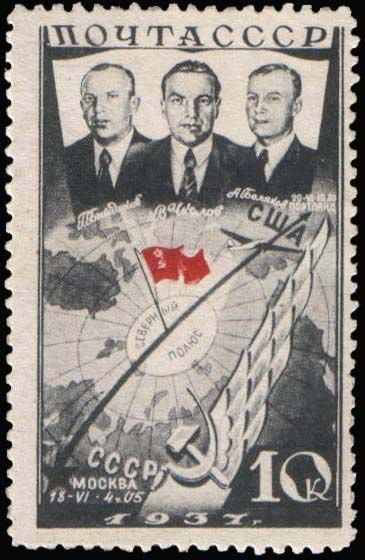
Георгий Байдуков, Валерий Чкалов и Александр Беляков на серии почтовых марок (СССР, 1938)

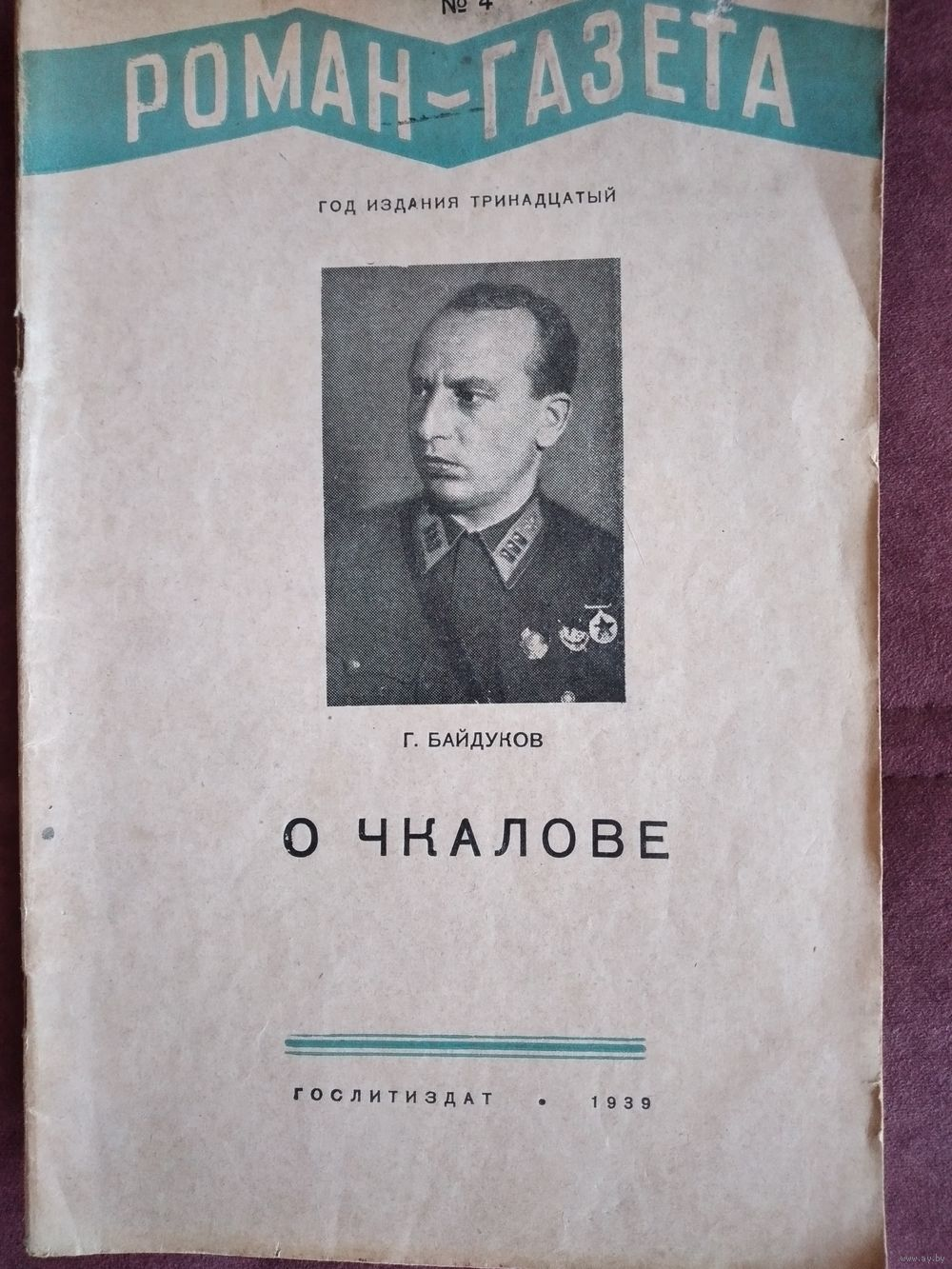
Первое издание, 1939 г.

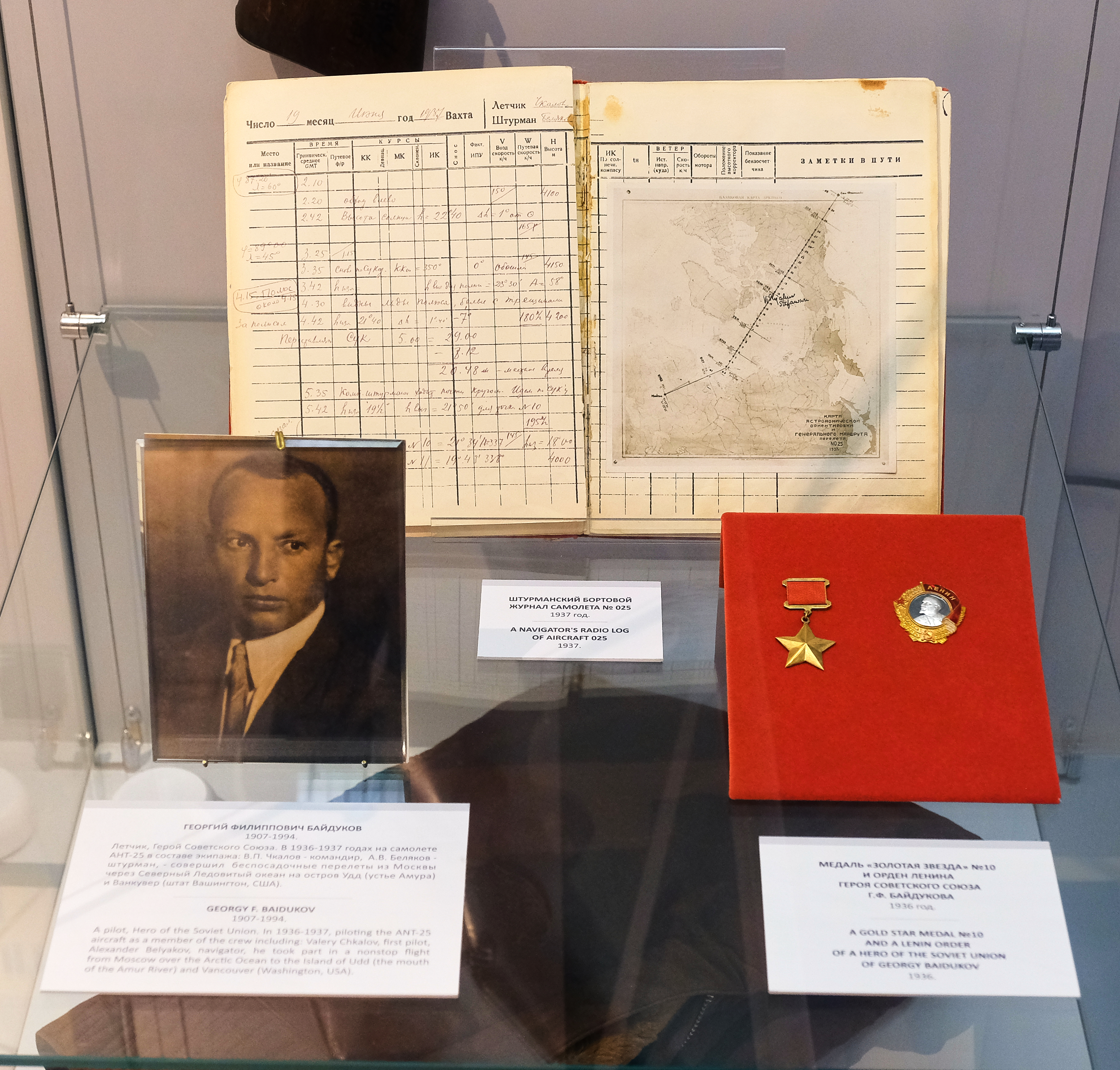
Бортовой журнал и награды Г. Ф. Байдукова (Новосибирский краеведческий музей)

Гео́ргий Фили́ппович Байдуко́в (1907—1994) — советский лётчик-испытатель; военачальник, один из руководителей создания системы ПВО СССР в 1950-х—1970-х годах, генерал-полковник авиации (09.05.1961), Герой Советского Союза (24.07.1936). Полный кавалер ордена «За службу Родине в Вооружённых силах СССР» (25.05.1987), Лауреат Государственной премии СССР (1970), кавалер наибольшего числа орденов СССР (21 орден), писатель.

## Биография
Родился 13 (26) мая 1907 года на разъезде Тарышта Омской железной дороги (ныне Татарский район, Новосибирская область) в семье железнодорожника. В 9 лет ушёл из семьи. Бродяжничал, затем воспитывался в интернате. С 1921 года работал строительным рабочим на Сибирской железной дороге.
В 1924—1925 годах учился в Омском техническом железнодорожном училище (профшколе) на машиниста.. В это же время стал охотником.
В марте 1926 года добровольцем вступил в Красную армию. Окончил Ленинградскую военно-теоретическую школу ВВС РККА, а в 1928 году — Первую военную школу лётчиков имени А. Ф. Мясникова.
С июня 1928 года служил младшим лётчиком и старшим лётчиком в 20-м отдельном авиаотряде ВВС Московского военного округа (в то время базировавшемся на Центральном аэродроме столицы).
С июля 1930 года служил в Научно-испытательном институте ВВС — лётчик-инструктор испытательного отдела боевого применения, с мая 1931 года — старший инструктор-лётчик.
В конце 1931 года по результатам проверки техники пилотирования ему была объявлена благодарность, и через два месяца он был назначен лётчиком-испытателем. Его инструктором стал В. П. Чкалов.
С июня 1933 года — командир корабля авиабригады при НИИ ВВС. Провёл ряд испытательных работ на самолётах-истребителях, участвовал в отработке методов «слепых» полётов и посадок.
5 — 17 августа 1934 года участвовал в показательном перелёте звена бомбардировщиков ТБ-3 из СССР во Францию.
Начал заниматься повышением квалификации в самодеятельной школе инженеров, с ноября 1934 года продолжил обучение на инженерном факультете Военно-воздушной академии РККА имени профессора Н. Е. Жуковского, но уже в феврале 1935 года после досрочного окончания первого курса отобран для осуществления рекордного перелёта и приступил к тренировкам, прекратив учёбу. 20 августа 1935 года вторым пилотом в составе экипажа С. А. Леваневского участвовал в попытке беспосадочного трансарктического перелёта Москва — Северный полюс — Сан-Франциско на самолёте АНТ-25, прерванного над Баренцевым морем из-за технических неполадок маслопровода. После этого продолжил дальнейшие испытания АНТ-25.
В 1936 году вступил в ВКП(б).
20—22 июля 1936 года на самолёте АНТ-25 в качестве второго пилота (командир — В. П. Чкалов, штурман — А. В. Беляков) совершил беспосадочный перелёт из Москвы через Северный Ледовитый океан и Петропавловск-Камчатский на остров Удд в устье Амура протяжённостью 9374 км (полётное время 56 ч. 20 мин).
За мужество и героизм, проявленные при выполнении этого перелёта, Байдукову Георгию Филипповичу 24 июля 1936 года присвоено звание Героя Советского Союза.
14 мая 1937 года вместе со вторым пилотом Н. Г. Кастанаевым на самолёте ДБ-А установил мировой авиационный рекорд скорости полёта на 2000 км в замкнутом маршруте с грузом 5000 кг, равный 280,246 км/ч.
18—20 июня 1937 года на самолёте АНТ-25, снова с Чкаловым и Беляковым, совершил беспосадочный перелёт Москва — Северный полюс — Ванкувер, штат Вашингтон, США протяжённостью 8 504 км.
Депутат Верховного Совета СССР 1-го созыва (1937—1946 гг.).
С ноября 1937 года — лётчик-испытатель авиационного завода № 22 в Москве, испытывал серийные бомбардировщики СБ и Пе-2, принимал участие в испытаниях самолёта ДБ-А.
Участвовал в советско-финской войне с 27 декабря 1939 по март 1940 года в качестве командира авиагруппы бомбардировщиков ДБ-3 в составе 85-го бомбардировочного авиационного полка ВВС Северо-Западного фронта. После подписания перемирия с Финляндией вернулся к испытательной работе на том же авиационном заводе.
Незадолго до начала Великой Отечественной войны был принят в Союз писателей СССР.
В августе 1941 года, в составе делегации из 18 лётчиков, конструкторов и инженеров был направлен в командировку в США по вопросу приобретения американских бомбардировщиков. Однако получить интересовавший СССР тип боевой машины не удалось (американцы согласились продать только самолёт другой модели, имевший ряд конструктивных недостатков, который не представлял интереса для СССР).
С ноября 1941 года — в действующей армии: сначала заместитель командира 31-й смешанной авиационной дивизии (Калининский фронт); в феврале — марте 1942 — командир 31-й смешанной авиационной дивизии, с марта 1942 — командующий ВВС 4-й ударной армии, с мая 1942 — командир 211-й смешанной авиационной дивизии (с июня 1942 — 212-я штурмовая авиационная дивизия, с мая 1943 — 4-я гвардейская штурмовая авиационная дивизия) на Калининском, Степном, Воронежском, 1-м Украинском фронтах.
С января 1944 — командир 4-го штурмового авиационного корпуса на 1-м Белорусском и 2-м Белорусском фронтах.
В годы Великой Отечественной войны участвовал в:
- Ржевско-Сычёвской операции с 30 июля 1942 года по 23 августа 1942 года,
- Великолукской наступательной операции с 24 ноября 1942 года по 20 января 1943 года,
- Ржевско-Вяземской операции с 2 по 13 марта 1943 года,
- Белгородско-Харьковской наступательной операции в августе 1943 года,
- в освобождении Киева в ноябре 1943 года,
- Житомирско-Бердичевской операции в декабре 1943 — январе 1944 года,
- Корсунь-Шевченковской операции в феврале 1944 года,
- Проскуровско-Черновицкой операции в марте — апреле 1944,
- Белорусской операции «Багратион» с 23 июня 1944 года по 29 августа 1944 года,
- Бобруйской операции с 24 июня 1944 года по 29 июня 1944 года,
- Минской операции с 29 июня 1944 года по 4 июля 1944 года,
- Барановичской операции с 5 июля 1944 года по 16 июля 1944 года,
- Люблин-Брестской операции с 18 июля 1944 года по 2 августа 1944 года,
- Осовецкой операции с 6 августа 1944 года по 14 августа 1944 года,
- Белградской операции с 28 сентября 1944 года по 20 октября 1944 года,
- Восточно-Прусской операции с 13 января 1945 года по 25 апреля 1945 года,
- Восточно-Померанской операции с 10 февраля 1945 года по 4 апреля 1945 года,
- Кёнигсбергской операции с 6 апреля 1944 года по 9 апреля 1945 года,
- Берлинской операции с 16 апреля 1945 года по 8 мая 1945 года.

После войны — на командных должностях в ВВС. В первые послевоенные месяцы командовал тем же корпусом, с декабря 1945 года — заместитель командующего 13-й воздушной армией Ленинградского военного округа.
С июля 1946 года — заместитель начальника по лётной части Государственного Краснознамённого НИИ ВВС.
В декабре 1947 — декабре 1949 года — начальник Главного управления гражданского воздушного флота при Совете министров СССР.
В 1951 году окончил Высшую военную академию имени К. Е. Ворошилова. С февраля 1952 года — заместитель, с мая 1953 года — заместитель начальника Главного штаба Войск ПВО страны по специальной технике. С июня 1955 года — первый заместитель начальника, с апреля 1957 года — начальник 4-го Главного управления Министерства обороны СССР — член Военного совета Войск ПВО страны.
С сентября 1972 года — научный консультант главнокомандующего Войсками ПВО страны. C мая 1988 года генерал-полковник авиации Г. Ф. Байдуков — в отставке.
Жил в Москве.
Умер 28 декабря 1994 года. Похоронен в Москве, на Новодевичьем кладбище.

## Воинские звания
- Старший лейтенант (14.02.1936),
- Капитан (15.12.1936),
- Майор (27.07.1937),
- Полковник (28.02.1938),
- Генерал-майор авиации (17.03.1943),
- Генерал-лейтенант авиации (19.08.1944),
- Генерал-полковник авиации (09.05.1961).

## Награды
Г. Ф. Байдуков — кавалер наибольшего количества орденов СССР (21 орден):
Награды СССР
- Герой Советского Союза[2][7] (24.07.1936) — медаль № 10[6]
- два ордена Ленина (24.07.1936; 15.11.1950)[2]
- орден Октябрьской Революции (16.12.1972)
- четыре ордена Красного Знамени (09.08.1937; 07.04.1940; 05.11.1946; 26.10.1955)
- орден Кутузова 1-й степени (29.05.1945)[2]
- два ордена Суворова 2-й степени (10.01.1944; 24.07.1944)[2]
- орден Кутузова 2-й степени (10.04.1945)[2]
- орден Отечественной войны 1-й степени (11.03.1985)
- орден Отечественной войны 2-й степени (23.11.1942)
- орден Трудового Красного Знамени (25.05.1977)
- четыре ордена Красной Звезды (03.11.1944; 20.04.1956; 25.07.1958; 25.05.1967)
- орден «За службу Родине в Вооружённых Силах СССР» 1-й степени (25.05.1987)
- орден «За службу Родине в Вооружённых Силах СССР» 2-й степени (27.12.1978)
- орден «За службу Родине в Вооружённых Силах СССР» 3-й степени (30.04.1975)
- медаль «В ознаменование 100-летия со дня рождения Владимира Ильича Ленина»
- медаль «За победу над Германией в Великой Отечественной войне 1941-1945 гг.»
- юбилейная медаль «Двадцать лет Победы в Великой Отечественной войне 1941—1945 гг.»
- юбилейная медаль «Тридцать лет Победы в Великой Отечественной войне 1941—1945 гг.»
- юбилейная медаль «Сорок лет Победы в Великой Отечественной войне 1941—1945 гг.»
- медаль «За взятие Кёнигсберга»
- медаль «Ветеран Вооружённых Сил СССР»
- медаль «XX лет Рабоче-Крестьянской Красной Армии»
- медаль «30 лет Советской Армии и Флота»
- медаль «40 лет Вооружённых Сил СССР»
- медаль «50 лет Вооружённых Сил СССР»
- медаль «60 лет Вооружённых Сил СССР»
- медаль «70 лет Вооружённых Сил СССР»
- медаль «В память 800-летия Москвы»

Награды России
- орден Дружбы народов (07.04.1994)

Иностранные награды
- орден Крест Грюнвальда 3-й степени (Польша, 06.04.1946)
- офицер ордена Возрождения Польши (Польша, 06.10.1973)
- серебряный крест ордена «Виртути Милитари» (Польша, 19.12.1968)
- орден «За боевые заслуги» (Монголия, 06.07.1971)
- медаль «50 лет Монгольской Народной Революции» (Монголия, 1971)
- медаль «50 лет Монгольской Народной Армии» (Монголия, 1971)
- медаль «За укрепление дружбы по оружию» 1-й степени (ЧССР, 1970)
- медаль «Братство по оружию» в золоте (ВНР, 1980)
- медаль «Братство по оружию» в золоте (ГДР, 1985)

## Почётные звания и премии
- лётчик-испытатель 1-го класса (1940)
- Государственная премия СССР[6][7] (1970)[2]
- Почётный гражданин города Николаевск-на-Амуре (c 28 августа 1981)

## Сочинения
- «Наш полёт на АНТ-25». (в соавт. с В. Чкаловым и А. Беляковым). — М., 1936. — (Библиотека журнала «Огонёк», № 59 (974)).
- «Наш полёт в Америку: Записки лётчика-штурмана». — М.: Партиздат, 1937.
- «Из дневника пилота». — М.: Молодая гвардия, 1937.
- «Три дня в воздухе». (в соавт. с В. Чкаловым и А. Беляковым). — М.—Л.: Детиздат, 1937.
- «Записки пилота». — М.: Гослитиздат, 1938.
- «Последний прорыв». — 1938.
- «Через полюс в Америку». — М.—Л.: Издательство детской литературы, 1938 (Рис. А. Дейнека).
- «Встречи с товарищем Сталиным». — М.—Л.: Издательство детской литературы, 1938 (Рис. Б. Дехтерёва).
- «Разгром фашистской эскадры»: (Фантазия о будущей войне). — Ростов н/Д: Ростиздат, 1938.
- «О Чкалове». — М.: Гослитиздат, 1939.
- «По Сталинскому маршруту» [Перелёты: Москва — остров Чкалов и Москва — Северный полюс — Америка]. — Воронеж: Воронежское областное книжное издательство, 1940.
- «Чкалов»: Киносценарий (авторы Г. Ф. Байдуков, Д. Тарасов, Б. Чирсков) — М.: Госкиноиздат, 1941. — (Библиотека сценариста; вып. 1)
- «Чкалов»: Пьеса в 4 д. (авторы Г. Ф. Байдуков, Д. Л. Тарасов, Л. Б. Хват) — М.: Управление по охране авторских прав, 1941.
- «Американские впечатления». — Куйбышев: Облгиз, 1942.
- Г. Байдуков. Великий лётчик нашего времени (к шестой годовщине со дня гибели В. П. Чкалова) // «Красная звезда», № 295 от 15 декабря 1944. стр.2
- «Первый в мире беспосадочный перелёт из Москвы в Америку». — М.: Знание, 1952.
- «Чкалов». 3-е изд. — М.: издательство «Молодая Гвардия», 1975. — Серия «Жизнь замечательных людей».[8]
- «Первые перелёты через Ледовитый океан». — М.: Детская литература, 1977.
- «Рассказы разных лет». — М.: Молодая гвардия, 1983.
- «Командарм крылатых. Документальное повествование о Якове Алкснисе.» — М.: Звонница-МГ, 2002. — ISBN 5-88093-111-0.
- Москва — Северный полюс — США. Год 1937. // Новая и новейшая история. — 1987. — № 2.

## Память

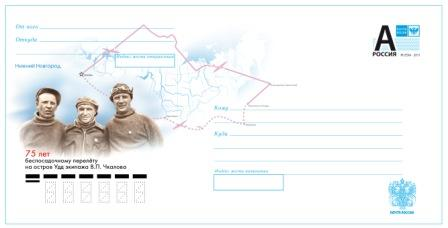
Почтовый конверт России, 2011 год

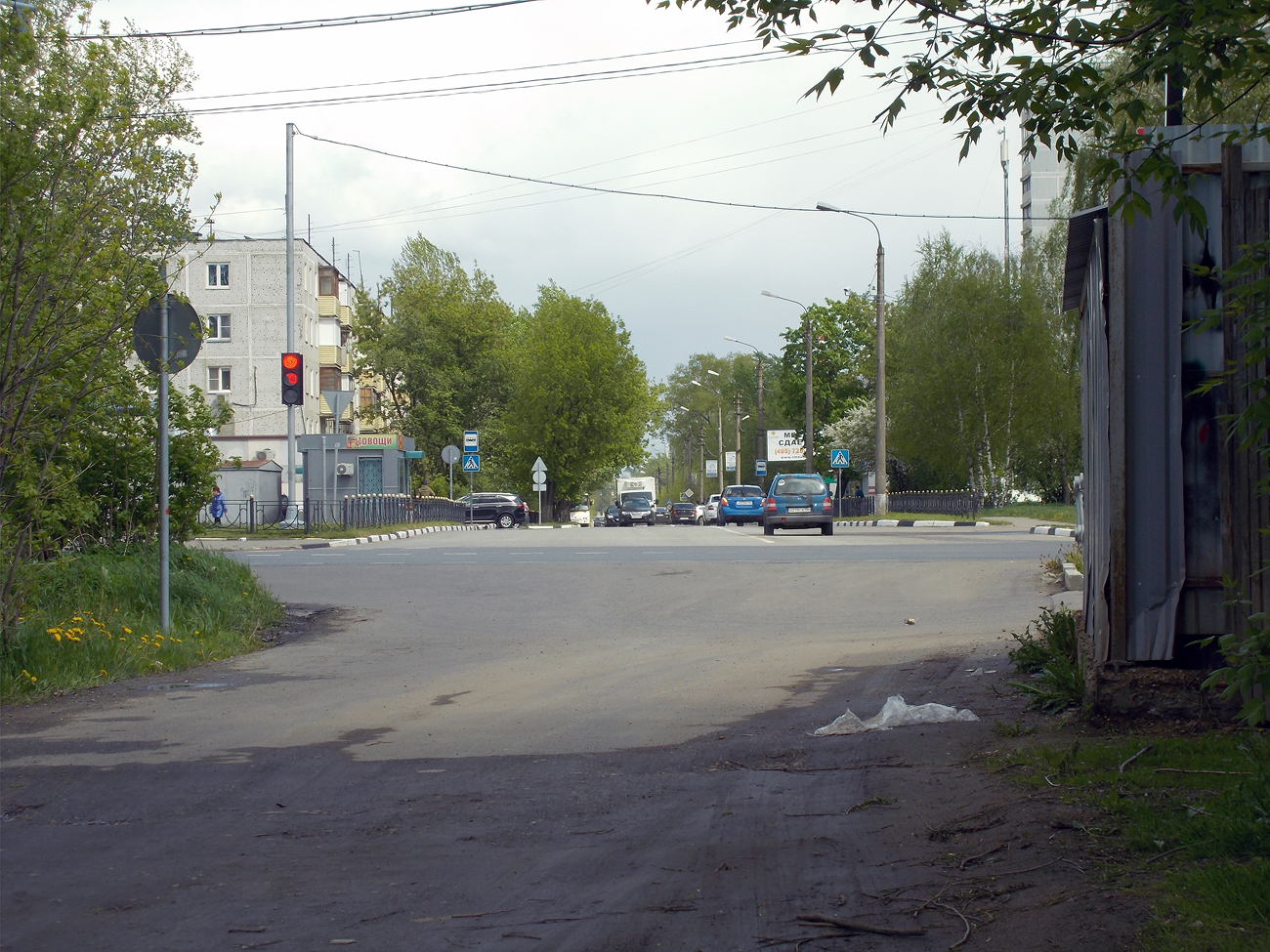
Проезд Байдукова в Электростали

- Остров Лангр в Охотском море в 1936 году Постановлением ЦИК СССР переименован в Байдуков[9][10], село, расположенное на этом острове, носит название Байдуково.
- Именем Байдукова названы улицы в городах Москве[6], Новоалтайске, Екатеринбурге, Чебоксарах, Витебске, Могилёве, Донецке, Пензе, Гурьевске, Лисичанске, Омске и Бельцах (до 1991 года, прилегающий рынок до сих пор носит это название).
- Банк России в 1995 году выпустил памятные монеты «Трансарктический перелёт В. П. Чкалова» с портретом, в том числе, Г. Ф. Байдукова.
- Пик Байдукова — Богосский хребет (Дагестан).
- Мемориальная доска установлена 15 февраля 2011 года на старейшем здании аэропорта Толмачёво в Новосибирске.
- В 1986 году по случаю 50-летия перелёта Москва — остров Удд на острове был установлен памятник его участникам[11].
- Самолёт Ан-74 авиации МЧС России (RF-31350) назван именем «Георгий Байдуков».

## Киновоплощение
- 1941 — «Валерий Чкалов» — Пётр Берёзов